# Западен авахи
Западен авахи (Avahi occidentalis) е вид бозайник от семейство Индриеви (Indriidae). Видът е застрашен от изчезване.

## Разпространение и местообитание
Разпространен е в Мадагаскар.